# Oficio de tinieblas

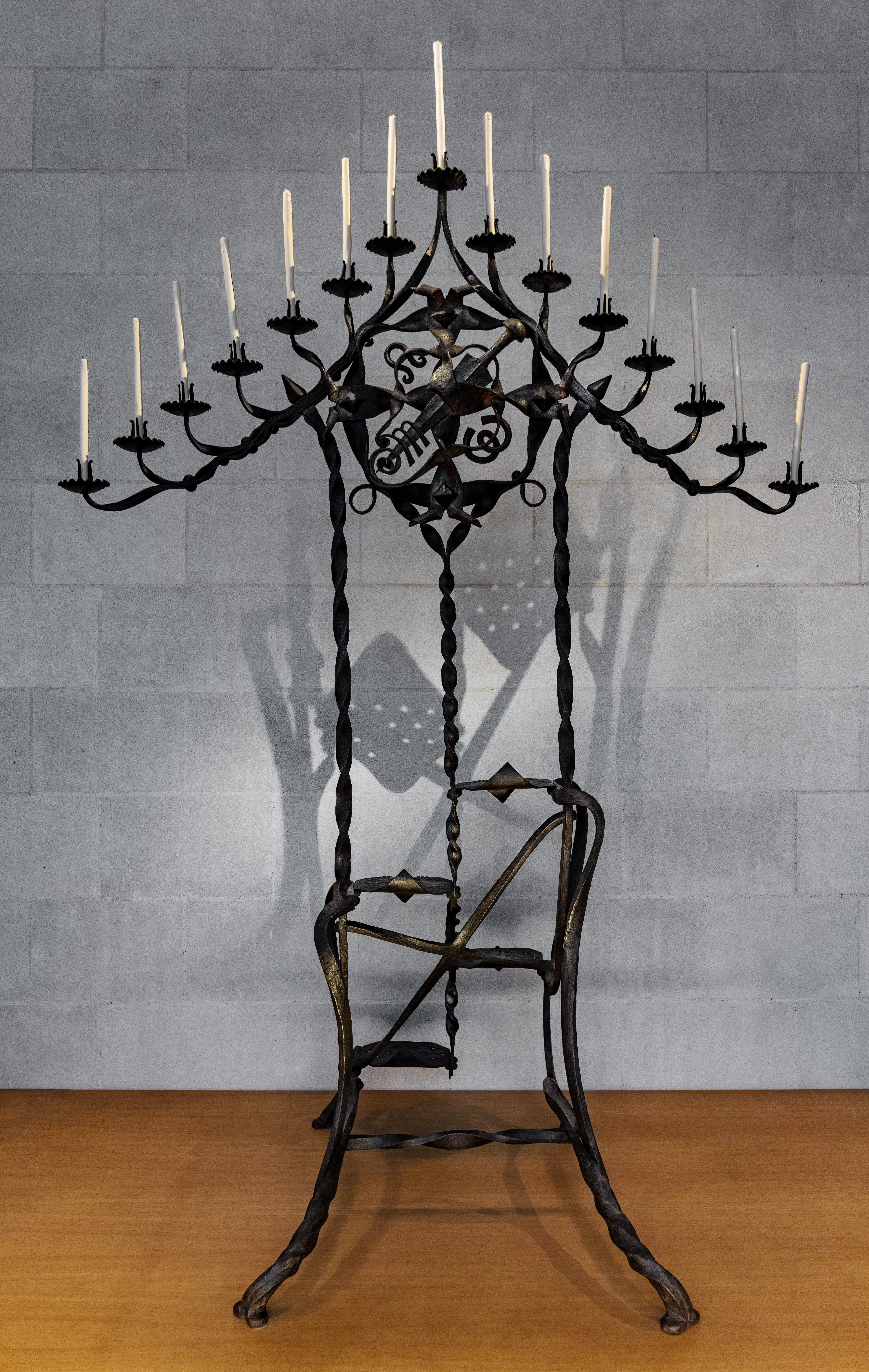
Tenebrario usado en el oficio de tinieblas

Se llamaba oficio de tinieblas (en latín: Tenebrae) a la ceremonia litúrgica católica que se celebraba en los tres días previos a la Pascua al caer la tarde (es decir, Miércoles Santo, Jueves Santo y Viernes Santo). Era el oficio ordinario correspondiente, en la Liturgia de las Horas, según el antiguo breviario romano, a los nocturnos o maitines y a los laudes, que fuera de la Semana Santa se rezaban a medianoche o muy de madrugada, como siguen haciendo muchas órdenes religiosas.   
Este oficio tiene su origen en la Alta Edad Media y tiene semejanzas con el oficio de difuntos. El oficio se realiza con todas las luces del templo apagadas, con excepción de las quince velas encendidas en un tenebrario (un candelabro triangular especial) en el centro del templo.  
Ceremonias litúrgicas de este tipo existen en la actualidad en la Iglesia católica, así como en las Iglesias luteranas, anglicanas, metodistas, calvinistas y en la iglesia ortodoxa de rito occidental.

## Historia
En el Rito Romano de la Iglesia Católica, el oficio de tinieblas se celebraba en todas las iglesias con un número suficiente de clérigos hasta las reformas litúrgicas del Papa Pío XII en la década de 1950. Las tradiciones relativas a este oficio se remontan al menos al siglo IX. Durante la Semana Santa, los maitines, que se rezan unas horas después de la medianoche, y los laudes, que se rezan al amanecer, se adelantaban a la tarde o noche del día anterior para no interferir en los oficios y ceremonias propios de esta. Estos rezos se adelantaban a la víspera por la tarde empezando de tal manera que terminaran después de la puesta del sol, de allí el nombre de "tinieblas" o "tenebrae" en latín.
Con la reforma de las ceremonias de Semana Santa por parte del Papa Pío XII en 1955, la Vigilia Pascual fue restaurada como un oficio nocturno, trasladando esa liturgia Pascual de la mañana del Sábado Santo a la noche siguiente y de la misma manera trasladó las liturgias principales del Jueves Santo y Viernes Santo de la mañana a la tarde o noche. Así, los maitines y laudes del Viernes Santo y el Sábado Santo ya no podían adelantarse a la noche anterior, e incluso los maitines y laudes del Jueves Santo sólo podían adelantarse en el caso de las iglesias catedrales en las que se celebraba la Misa Crismal el Jueves Santo.
Finalmente, tras el Concilio Vaticano II, los maitines y laudes fueron completamente reformados a lo largo del año. Los maitines, por ejemplo, ya no tenían los nueve salmos y las laudes los cinco salmos que determinaban el número de velas apagadas en la celebración de las tinieblas. 
En la actualidad, las celebraciones que son denominadas oficio de tinieblas, así como las de otras denominaciones cristianas, pueden tener un contenido y estructuras muy diferentes dependiendo de la confesión, basadas, por ejemplo, en el Sermón de las Siete Palabras o en lecturas de la Pasión de Cristo. Es posible que se celebren solo un día de la Semana Santa, en particular el Miércoles Santo, y el número de velas, si es que se utilizan, puede variar.

## Liturgia
Se coloca un gran candelabro triangular, llamado tenebrario porque sirve para estos oficios, en el presbiterio un poco más abajo del lugar en el que el subdiácono suele cantar la epístola. En él se colocan quince velas, doce amarillas y tres blancas. Las primeras representan a los doce apóstoles y las últimas, a las tres marías que siguieron a Jesucristo.
Estando todas las velas encendidas y reunido el clero y hecha una breve oración y dicho en pie y en voz baja el padrenuestro, se entona el versículo del primer salmo. Todos se sientan y se cubre y no se vuelven a levantar hasta el Benedictus. Las lecciones y salmos terminan con una inflexión de voz particular porque no se dice Gloria Patri. Todo el clero se arrodilla cuando se canta Christus factus est... y permanece en esa posición hasta el fin. Luego, el oficiante canta el Miserere que puede cantar la música o los dos coros alternativamente a media voz y con alguna inflexión de voz. Se dice en voz baja para simbolizar el terror que se apoderó de los apóstoles cuando vieron preso a su Maestro por los romanos y también para simbolizar que durante su pasión apenas se oyó su palabra.
Las velas se apagan progresivamente conforme avanza el oficio, una vela después de cada salmo, que simboliza que los apóstoles y las marías se fueron apartando o abandonando a Jesús sucesivamente cuando le vieron en poder de los romanos. La más alta de las velas no se apaga nunca y simboliza la fe constante que tuvo siempre María en la resurrección de su divino hijo.
Acabado el Miserere el presidente perseverando de rodillas y un poco inclinada la cabeza dice en el mismo tono la oración Respice quaesumus hasta las palabras qui tecum vivit et regnat las cuales pronuncia en voz baja. Y acabada dicha oración en total oscuridad el oficiante, el resto del clero y los fieles golpean sus bancos con libros, matracas o con sus manos, produciendo un gran ruido por espacio de un padrenuestro en conmemoración del terremoto que acompañó a la oscuridad tras la muerte de Cristo en la Cruz de acuerdo con el Evangelio de Mateo.

## Música
A lo largo de los siglos, numerosos músicos compusieron para estos oficios, pero tras las reformas posteriores al Concilio Vaticano II apenas es posible oír estas piezas dentro del contexto litúrgico para el que fueron escritas. 
Las lecciones del primer nocturno de maitines durante los tres días están tomadas del Libro de las Lamentaciones y se cantan con un tono de recitación gregoriano específico, que ha sido llamado "la melodía más triste dentro de toda la gama de la música". Muchos compositores, entre ellos Palestrina, Tallis y Lassus, han puesto música polifónica a Las Lamentaciones del Profeta Jeremías. Debe destacarse el género barroco francés de Leçons de ténèbres, cuyos principales representantes fueron Marc -Antoine Charpentier, Michel Lambert y François Couperin. 
Además han compuesto música para alguna parte de estos oficios entre muchos otros: Sebastián de Vivanco, Gesualdo, Cristóbal de Morales, Tomás Luis de Victoria, Gregorio Allegri, Schütz, Bach, Mozart, Jan Dismas Zelenka, Anton Bruckner o Hilarión Eslava.
En el siglo XX, Ernst Krenek escribió una Lamentatio Jeremiae Prophetae, op. 93, e Igor Stravinsky compuso Threni.